# Arnold Heimann
Arnold Heimann (* 22. September 1856 in Langnau im Emmental; † 28. März 1916 in Biel) war ein Schweizer Lehrer und Bühnenautor in Mundart.

## Leben

### Familie
Arnold Heimann war der Sohn von Melchior Heimann († Januar 1865), Notar und später Staatsanwalt in Nidau; er hatte noch einen Bruder, mit dem er, nachdem der Vater verstorben war, in der schweizerischen Rettungsanstalt in Aarwangen aufwuchs.
Er war seit 1886 mit Lina Rosa, der Tochter von Christian Strahm, verheiratet; gemeinsam hatten sie mehrere Kinder.

### Werdegang
Arnold Heimann besuchte von 1876 bis 1879 das Lehrerseminar Münchenbuchsee und war darauf von 1879 bis 1881 als Lehrer in Kirchberg tätig.
1881 ging er zur Weiterbildung an die Universität Bern und wurde zum Sekundarlehrer ausgebildet. Er war darauf Sekundarlehrer in Schwarzenburg und in Wangen an der Aare, bevor er 1893 zum Lehrer am Progymnasium in Biel gewählt wurde; in dieser Zeit war er auch jahrelang Lokalberichterstatter des Bieler Tagblatts.
Zu seinen Schülern in Biel gehörte auch der spätere Schriftsteller Robert Walser, den er in Deutsch unterrichtete.
Vom 1. April 1909 bis zur Einstellung des Blatts 1911 unterbrach er seine Lehrtätigkeit und war hauptberuflich, gemeinsam mit Ernst Schiller aus Winterthur, der allerdings im Februar 1910 wieder aufhörte, Redaktor der Zeitung Der Kurier (auch Courier und vorher Schweizer Handels-Courier) in Biel sowie Korrespondent bei der Tageszeitung Der Bund.

### Schriftstellerisches und öffentliches Wirken
Arnold Heimann war der Verfasser von verschiedenen patriotischen Volkstheaterstücken in Hochdeutsch und Mundart, unter anderem 1894 von Schweizerherz, 1895 Klaus Leuenberger, 1899 Elsi, die seltsame Magd, das er nach einem Werk von Jeremias Gotthelf schrieb, und 1899 Hinteregglüt sowie 1900 Der Thalgutbauer. Gemeinsam mit dem Komponisten Johann Rudolf Krenger schrieb er auch 1902 das Singspiel En Bärgdorf uf Mägisalp.
Unter anderem nahm er 1893, 1896 und 1898 als Mitglied der Wahlleitung im Abstimmungskreis Biel an verschiedenen Wahlen teil.
1902 wurde er als 1. Sekretär in das Zentralkomitee des bernischen Lehrervereins in Biel gewählt und später wieder bestätigt.

## Mitgliedschaften
Arnold Heimann war Mitglied und Vizepräsident der Freisinnigen Partei in Biel und gehörte dem Bieler Stadtrat an; er war auch Rektor der Fortbildungsschule des Kaufmännischen Vereins in Biel.

## Schriften (Auswahl)
- Schweizerherz – Volksschauspiel aus der Bourbakizeit in 4 Akten. Ernst Kuhn, Biel 1894.
- Klaus Leuenberger – Vaterländisches Trauerspiel in 5 Akten. Ernst Kuhn, Biel 1895.
- Elsi, die seltsame Magd – Volksstück nach der gleichnamigen Erzählung des Jeremias Gotthelf. Ernst Kuhn, Biel 1898.
- Hinteregglüt – Bernisches Volksstück in 4 Akten. Ernst Kuhn, Biel 1899.
- Der Thalgutbauer – Volksstück. Ernst Kuhn, Biel 1900.
- Wenn Frauen reisen – Schwank in zwei Aufzügen. Verlag Helvetia, Lyss 1907.
- Der Würgeengel – Schweizerisches Volksstück in 5 Akten. Ernst Kuhn, Biel 1913.
- mit Johann Rudolf Krenger: En Bärgdorf uf Mägisalp – Aelplerfest auf dem Hasliberg bei Meiringen: Singspiel in 2 Aufzügen. Otto Schlaefli, Interlaken 1904.